# 乙女が彩る恋のエッセンス
『乙女が彩る恋のエッセンス』（おとめがいろどるこいのえっせんす）は、2016年3月25日にensembleより発売されたPC用18禁恋愛アドベンチャーゲーム。ensemble「乙女シリーズ」の第5作に位置づけられる、いわゆる女装主人公ものである。同年11月25日には、本作のアフターストーリー集『乙女が彩る恋のエッセンス〜笑顔で織りなす未来〜』が発売された。

## システム
本作は、マウスクリックなどでテキストを読み進めていくオーソドックスな恋愛アドベンチャーゲームである。いわゆる攻略ヒロインは5人。

## あらすじ
千原直人（）は調理の専門学校で学ぶ傍ら、財閥・天城家でコックとして働く日々を送っていた。千原は血の繋がらない養父母の姓である。幼い頃に生き別れた実の両親のことは今でも微かに記憶している。
ある日、屋敷の一人娘の天城咲夜（）が学ぶ舞城女学園でコックの欠員が出る。舞城は男子禁制の全寮制女学園。どうしても女性の調理師が見つからないということで、しばらくの間直人が派遣されることになる。直人は学生寮の臨時コック兼短期編入の女学園生・朝倉千弘（）として学園の敷地に足を踏み入れる。裏事情を知らされていない学園長の菱川琴枝（）は千弘を暖かく迎え入れる。
一方、名門お嬢様学園として「全国紅花連盟」に加盟している舞城女学園は、その伝統行事「お出迎え会」の開催校に選ばれており、学生会の咲夜達は準備に追われていた。

## キャスト
| 役名               | 本編         | FD           |
| 主人公             | 主人公       | 主人公       |
| ------------------ | ------------ | ------------ |
| 朝倉 千弘          | ひな葉月     | ひな葉月     |
| ヒロイン           |              |              |
| 天城 咲夜          | 山田ゆな     | 山田ゆな     |
| 夏目 あかり        | 藤森ゆき奈   | 藤森ゆき奈   |
| 千原 乃亜          | 萌花ちょこ   | 萌花ちょこ   |
| 牧瀬 皐月          | 白月かなめ   | 白月かなめ   |
| 氷堂 芹香          | 有栖川みや美 | 有栖川みや美 |
| サブキャラクター   |              |              |
| 一ノ瀬 舞織        | 上田朱音     | 上田朱音     |
| 天道 八雲          | かわしまりの | かわしまりの |
| 菱川 琴枝          | 奏雨         | 奏雨         |
| ゲストキャラクター |              |              |
| 月丘 晶子          | まきいづみ   | —            |
| 鹿島 志鶴          | 有栖川みや美 | —            |
| 深山 瑞希          | 桐谷華       | —            |
| 猫西 昭江          | 遠野そよぎ   | —            |
| 真原 葵            | 彩月りん     | —            |
| 小峰 まなみ        | 桜川未央     | —            |
| 門脇 桜            | 白月かなめ   | —            |
| 塚原 いずみ        | 月野きいろ   | —            |
| 城ヶ崎 奏          | 鈴谷まや     | —            |
| 久遠 佳            | かわしまりの | —            |

## スタッフ
- キャラクターデザイン・原画 - 庄名泉石（朝倉千弘、天城咲夜）、浅海朝美（夏目あかり）、武藤此史（千原乃亜）、zinno（牧瀬皐月、氷堂芹香）[1]
- シナリオ - 甲二、水瀬拓未[1]
- 音楽 - ミリオンバンブー
- ディレクター - 真田昌樹
- プロデューサー - 夏月

## 主題歌
オープニングテーマ「笑顔のレシピ」
作詞 - Duca / 作曲・編曲 - Nekusam / 歌 - Duca
エンディングテーマ「イロドリ」
作詞 - Duca / 作曲・編曲 - chokix / 歌 - Duca
FDオープニングテーマ「キミと…」
作詞 - Duca / 作曲・編曲 - ANZIE / 歌 - Duca
FDエンディングテーマ「Hello, Future!」
作詞 - Duca / 作曲・編曲 - ANZIE / 歌 - Duca

## 女装主人公ミニゲーム
乙女シリーズの歴代女装主人公が集結するミニゲームの第3弾「女装主人公集合DLミニシナリオ第3弾」が本作の発売日から2016年6月1日までの期間限定で配布された。

## オールスターディスク
本作の初回版特典としてミニゲーム「乙女シリーズ オールスターディスク01」が添付された。乙女シリーズのヒロイン達が作品の垣根を越えて登場するショートストーリー集である。

### 各話紹介
Story No.01「メイドの作法」
乃亜達が「鳳后のスーパーメイド」と呼ばれる昭江にメイドの作法を教授してもらっていると、八雲が現れて、給仕係が体調不良になってしまったと言う。八雲も学園に呼び出されているとのことで、それを聞いた昭江は自分達に手伝わせて欲しいと申し出て、乃亜達に指導しながらスーパーメイドの本領を発揮する。
Story No.02「まんまるふわふわほんわか会談」
舞城女学園の食堂に集まった天然系のヒロイン達が自らの恥ずかしい癖を告白していく。そこへ主人公達が現れ、ヒロイン達は告白した癖を実演する。主人公達はとまどい、舞織は恥ずかしがる。
Story No.03「学園のカリスマ達」
舞城女学園に到着した葵とまなみをあかりと芹香が出迎え、案内する。学生会室には既に晶子・咲夜・皐月・佳・奏が集まっており、緊張していた晶子は入ってきた葵の顔を見て喜ぶ。一同は各校の催し、有名な関係者（宝生聖佳、他）を紹介しあう。
Story No.04「逆女子会トーク」
ヒロイン達が自校の女装主人公の男らしいエピソードを暴露していく。「可愛らしいのに実は大雑把なところがある」という話のつもりがあまり受けず、既視感を覚えさせている。全員の話が終わると「似たような子はいるものだ」と全員が思う。
Story No.05「ぶっちゃけ! 昭江さん相談室!」
主人公達から頼りになると言われた昭江が匿名の相談室を開設する。訪れた主人公達は女装、女子校ならではの悩みを打ち明けていく。昭江が「女の子なのだから問題ない」と答えていくと主人公達は慌てて逃げていく。

## コラボレーション
オトメ*ドメイン
ファンディスク『乙女が彩る恋のエッセンス 〜笑顔で織りなす未来〜』の発売に際し、同じく女装ゲームである『オトメ*ドメイン』（ぱれっとクオリア、2016年6月24日）とのコラボレーションが行われ、ensembleから『オトメ*ドメイン』コラボミニADVが期間限定で配信された。
舞城女学園に『オトメ*ドメイン』主人公の飛鳥湊が来校し、千弘と遭遇する内容となっている。

## 反響

### 売り上げ
乙女が彩る恋のエッセンス
本作は発売月（2016年3月）の売り上げにおいて、Getchu.comの集計では4位、アダルトゲーム月刊誌『BugBug』の集計では4位を記録した。発売年（2016年）においては、Getchu.comの集計では43位、『BugBug』の集計では上位20位の圏外であった。
笑顔で織りなす未来
ファンディスクの『笑顔で織りなす未来』は、その発売月（2016年11月）の売り上げにおいて、Getchu.comの集計では7位、『BugBug』の集計では7位を記録した。発売年（2016年）においては、Getchu.comの集計で上位50位の圏外、『BugBug』の集計では上位20位の圏外であった。

### 人気投票
| 部門名       | Getchu.com | BugBug    | アワード  |
| ------------ | ---------- | --------- | --------- |
| 総合         | 圏外/20位  | 圏外/20位 | 49位/50位 |
| シナリオ     | 圏外/10位  | 圏外/20位 | 部門なし  |
| グラフィック | 圏外/10位  | 部門なし  | 部門なし  |
| 音楽         | 圏外/10位  | 圏外/20位 | 部門なし  |
| システム     | 圏外/10位  | 圏外/20位 | 部門なし  |
| ヴォイス     | 部門なし   | 圏外/20位 | 部門なし  |
| ムービー     | 圏外/10位  | 部門なし  | 部門なし  |
| エッチ       | 圏外/10位  | 圏外/20位 | 部門なし  |
| キャラクター | 0人/20位   | 0人/20位  | 部門なし  |

乙女が彩る恋のエッセンス
本作は発売月（2016年3月）のユーザー人気投票において、Getchu.comの5位を獲得した。発売年（2016年）の人気投票においては、Getchu.comでは全部門で圏外、『BugBug』では全部門で圏外、萌えゲーアワードでは49位であった（表：「2016年の美少女ゲーム人気投票における本作の位置」に一覧を示す。）。
笑顔で織りなす未来
ファンディスクの『笑顔で織りなす未来』は、その発売月（2016年11月）のユーザー人気投票において、Getchu.comの上位10位の圏外であった。発売年（2016年）の人気投票においては、Getchu.comでは全部門で圏外、『BugBug』では全部門で圏外、萌えゲーアワードでは上位50位の圏外であった（一覧表は省略する。）。

### 批評
『BugBug』2017年2月号に『笑顔で織りなす未来』のレビューが掲載された。レビュアーは、主人公やヒロインの衣装（立ち絵）のバリエーションが豊富であるとし、それがエッチシーンのCGにもしっかり反映されている点を評価している。本編で直人の実母であることが明かされる学園長のアフターストーリーでは、直人の生い立ちがより詳細に語られるが、レビュアーはそこにおいて家族の絆がテーマになっているといい、思わず胸が熱くなったと述べている。また、本編では台詞だけの登場であった千原家の義母がCGに描かれたことを喜んでいる。全体として、女装主人公もののポイントを押さえた作品に仕上がっていると結んでいる。

## 関連商品
以下のグッズが製作されている。
- 天城咲夜抱き枕カバー[18]
- 牧瀬皐月抱き枕カバー[18]
- 氷堂芹香抱き枕カバー[19]
- 乙女が彩る恋のエッセンス A1タペストリー[20]
- 乙女が彩る恋のエッセンス 〜笑顔で織りなす未来〜 A1タペストリー[20]

また、以下の作品には本作主人公の朝倉千弘が登場している。
- 乙女が結ぶ月夜の煌めき（2018年、ensemble）
- シャイニー・シスターズ 〜女装主人公アイドルプロジェクト〜（2019年、ensemble）
- 星の乙女と六華の姉妹（2021年、ensemble）